# Лімфоцитарний хоріоменінгіт
Лімфоцита́рний хоріоменінгі́т (англ. lymphocytic choriomeningitis, лат. choriomeningitis lymphocitaris; синоніми — гострий серозний менінгіт Армстронга, гострий лімфоцитарний доброякісний менінгіт) — переважно гостра, вірусна зоонозна інфекційна хвороба з доброякісним перебігом, що передається людині від гризунів і супроводжується ураженням мозкових оболон з формуванням серозного менінгіту, але може спричиняти менінгоенцефаліт і тяжкі ураження плода в результаті вертикальної передачі вірусу.

## Історичні відомості
С. Армстронг і Р. Ліллі виокремили хворобу як самостійну нозологічну одиницю в 1933 році, виділивши новий вірус з організму людини, у якій підозрювали енцефаліт Сент-Луїс.

## Етимологія
Лімфоцитарний хоріоменінгіт трактують як «вірусну інфекцію оболон, що оточують головний і спинний мозок, і цереброспинальну рідину». Назва заснована на тенденції індивідуума мати аномально високий рівень лімфоцитів під час інфікування. Хоріоменінгіт — «церебральний менінгіт, в якому відзначається клітинна інфільтрація мозкових оболон, часто з лімфоцитарною інфільтрацією хоріоїдних сплетень».

## Етіологія
Збудник лімфоцитарного хоріоменінгіту (Lymphocyte choriomeningitis virus, LCMV) відноситься до родини Arenaviridae. Віріони мають сферичну форму при діаметрі від 60 до 100 нм, містять одноланцюгову РНК. Вірус чутливий до дії детергентів, етеру, низької pH. Збудник активно репродукується в більшості клітинних культур, курячих ембріонах, культурах макрофагів. До родини належать також вірус гарячки Ласса і віруси південноамериканських геморагічних гарячок Хунін, Мачупо, Гуанаріто, Сабіа.

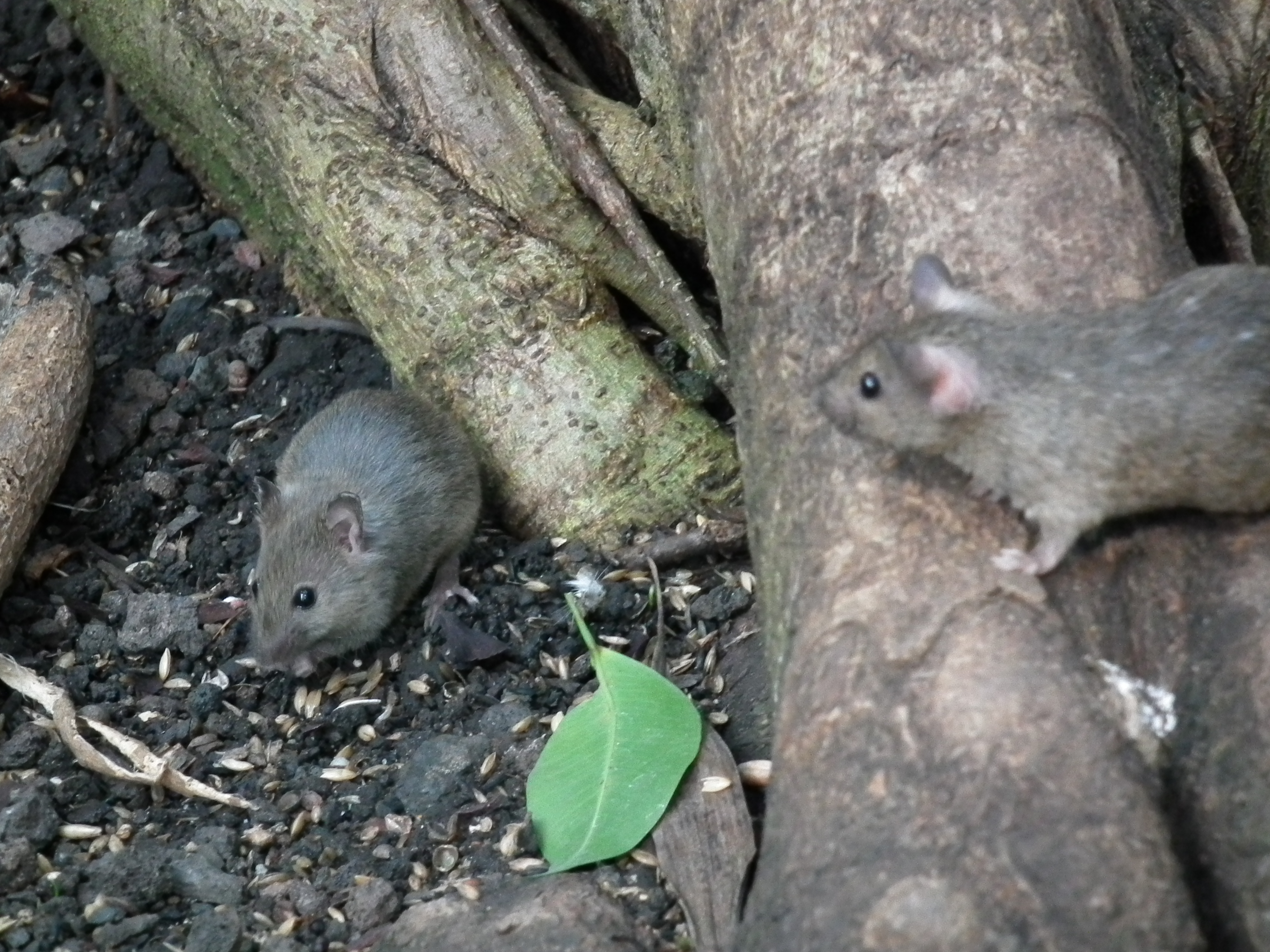
Хатня миша — основне джерело вірусу лімфоцитарного хоріоменінгіту

## Епідеміологічні особливості
Основний резервуар вірусу — хатня миша (Mus musculus), що виділяє збудник із носовим секретом, сечею і калом, залишаючись при цьому безсимптомним носієм. Джерелом інфекції можуть бути також морські свинки, собаки, пацюки, хом'яки, мавпи. Вірус лімфоцитарного хоріоменінгіту поширений практично всюди. Зокрема у США серопозитивність до вірусу серед дорослих у різних містах складає від 0,4 до 5 %, в Шотландії — 4 %, Аргентині — 1 — 3,6 %, в Іспанії — 1,7 %. За епідеміологічними розрахунками вважають, що в структурі нейроінфекцій лімфоцитарний хоріоменінгіт може становити близько 10 %. Відповідних статистичних даних щодо України немає.
Зараження людини відбувається зазвичай внаслідок контакту чи навіть вживання харчових продуктів, забруднених виділеннями мишей, аерогенним, контактним шляхом — через ушкоджену шкіру або слизові оболонки. Можливе вертикальне зараження, а також — при трансплантації органів від інфікованого донора. Прямі контакти та укуси тварин — потенційний шлях зараження від домашніх тварин та внутрішньолабораторно.
Захворюваність частіше буває спорадичною, але описані й спалахи. Підвищення захворюваності припадає на холодну пору року, що пов'язано з масовою міграцією гризунів, хоча окремі випадки фіксуються й влітку. Категоріями ризику є:
- особи які бувають у місцях проживання великих популяцій мишей, особливо ті, хто здійснює прибирання цих місць;
- лабораторні працівники, які працюють з мишами чи хом'яками;
- працівники закладів, де вирощують мишей для досліджень або цілей годування інших тварин;
- реципієнти органів трансплантації.

## Патогенез
Вхідними воротами є слизові оболонки верхніх дихальних шляхів, шлунково-кишковий тракт, ушкоджена шкіра. Вірус розмножується в регіонарних лімфовузлах і поширюється в організмі через кров. Внаслідок первинної вірусемії, що триває декілька днів, широко заражаються тканини поза межами центральної нервової системи (ЦНС), маніфестують неспецифічні грипоподібні симптоми. Вторинна вірусемія призводить до ураження ЦНС у вигляді серозного менінгіту або менінгоенцефаліту. М'яка мозкова оболона значно інфільтрується лімфоцитами і гістіоцитами з невеликою домішкою нейтрофілів. Сам вірус не є цитотоксичним. Прояви хвороби виникають через реакцію імунної системи на його укорінення. У патогенезі хвороби мають значення активація нормальних кіллерів (перша вірусемія), цитотоксичних Т-лімфоцитів макроорганізму, що призводить до продукції певних цитокінів: інтерферону, медіаторів запалення (друга вірусемія). Відомо також, що цей вірус може придушувати виробництво нейрональних ацетилхолінових клітин у клітинній культурі. Вроджена інфекція в результаті вертикальної передачі вірусу уражає ЦНС і судинну оболонку ока плода, завжди потребує диференціальної діагностики з конгенітальними токсоплазмозом і цитомегаловірусною інфекцією.
При внутрішньоутробному зараженні плоду вірусом лімфоцитарного хоріоменінгіту патогенез повільної форми інфекційного процесу вивчений ще недостатньо. Відомо лише, що в цьому випадку захворювання притаманні менінгоенцефаліт, епендиматит, плексит, зрощення мозкових оболон, гідроцефалія, виражена лімфоклітинна інфільтрація мозку, ретинопатія і виключно високі титри противірусних антитіл у цереброспинальній рідині, що може свідчити про їхній синтез у ЦНС. Іноді спостерігається картина повільно прогресуючого проліферативного процесу в області судинного сплетіння, субепендими, вздовж Сільвієвого водопроводу. У всіх випадках виявляються явища енцефаловаскуліта і периваскулярні круглоклітинні інфільтрати, а також дегенеративні зміни.

## Клінічні ознаки

### Гострий перебіг (форма)
Інкубаційний період коливається від 6 до 13 днів. Можливий продромальний період — так звана грипоподібна фаза: розбитість, слабкість, катаральні прояви з боку верхніх дихальних шляхів у вигляді неексудативного фарингіту, зрідка еритематозного висипу, периферичної лімфаденопатії. Температурна крива двохвильова; починається друга хвиля з того, що температура тіла раптово підвищується до 39-40°С разом з появою менінгеального синдрому, з сильним головним болем, фотофобією, повторним блюванням, іноді — затьмаренням свідомості. Серед неврологічних проявів найчастішими є менінгеальні симптоми (Керніга, Брудзинського, ригідність потиличних м'язів тощо). Менінгеальний синдром триває до 2-х тижнів. У неврологічному статусі відзначаються також легкі порушення черепної іннервації, переважно ураження окорухового нерву: млява реакція зіниць на світло, горизонтальний ністагм, недостатність відвідних нервів, екзофтальм, слабкість конвергенції. Можливі парези лицевого нерва по центральному типу, мозочкові розлади: хиткість ходи, нестійкість у позі Ромберга, інтенційний тремор. Ці зміни носять тимчасовий характер і регресують, звичайно, через 3-4 тижні. У деяких пацієнтів визначаються патологічні рефлекси різної інтенсивності (Бабинського, Россолімо, Гордона, Оппенгейма тощо). Застійні зміни на очному дні можливі, вони свідчать про значне підвищення внутрішньочерепного тиску. У перші дні хвороби часто спостерігаються нестійкі парези очних і мімічних м'язів. Менінгеальна форма хвороби є найтиповішою. Описані менш поширені прояви цієї інфекції: енцефаліт, енцефаломієліт, полірадикулоневрит, вісцеральні форми (міокардит, перикардит, односторонній орхіт, паротит, артрити, алопеція тощо).
Перебіг, зазвичай, сприятливий. Поліпшення стану і санація спинномозкової рідини спостерігаються на 3-4-му тижні хвороби. Довше можуть зберігатися астеновегетативні залишкові явища.

### Повільний перебіг (форма)
Характеризується гострим початком, високою гарячкою, розвитком менінгеального синдрому. Слідом за розвитком гострої стадії хвороби може настати короткочасне поліпшення, але згодом прояви прогресують, з'являється головний біль, запаморочення, атаксія. Згодом приєднуються ослаблення пам'яті, пригнічення психіки, зміни в характері, з'являються ознаки ураження черепних нервів. Таке захворювання може тривати до 10 років, супроводжується розвитком парезів та паралічів кінцівок, інколи призводить до смерті хворого.

### Вроджений лімфоцитарний хоріоменінгіт
Для імунокомпетентних матерів немає серйозної загрози, але вірус має шкідливий вплив на плід. Якщо зараження відбувається протягом першого триместру вагітності, вірус призводить до підвищеного ризику спонтанного аборту. Якщо аборт не відбувся інфекція надалі може призвести до таких вад розвитку, як внутрішньочерепна кальцифікація, гідроцефалія, мікроцефалія або макроцефалія, інтелектуальна недостатність та судоми. Гідроцефалія, яка може бути виявлена вже при народженні, близько в половині випадків розвивається на 1-9-му тижні життя. На висоті розвитку хвороби немовлята погано реагують на навколишні подразники, майже не вступають у контакт, лежать у неприродній позі з приведеними до тулуба руками із стисненими кулаками, витягнутими і перехрещеними ногами. Іноді за відсутності явних ознак гідроцефалії можуть спостерігатися ознаки хоріоретиніта, атрофії зорового нерва, дитячого церебрального паралічу. Приблизно у 80 % гідроцефалія поєднується з хоріоретинітом. Смерть може наступати на 2-3-му році життя, гине до 30 % дітей.
Також виявляються й інші дефекти ока: мікрофтальмія, вітреїтит, лейкокорія та катаракта. Аспіраційна пневмонія може бути фатальним ускладненням. Діти, які виживають, можуть мати тяжкі неврологічні дефекти, включаючи епілепсію, порушення координації, зниження зору або сліпоту, спастичну диплегію або тетрапарез / тетраплегію, затримку розвитку та інтелектуальну недостатність. Менш тяжкі випадки перебігають з ізольованою мозочковою гіпоплазією та симптоми атаксії. Системні ознаки, як видається, є рідкісними, але в деяких випадках були зареєстровані гепатоспленомегалія, тромбоцитопенія та гіпербілірубінемія.

## Ускладнення
При гострому перебігу, як правило, не спостерігаються. Летальність складає менше 1 %, є наслідком тяжкого перебігу енцефаліту, геморагічного синдрому. Проте 35 % вроджених інфекцій, як вважають, призводять до загибелі плоду. Більшість дітей, що вижили (84 %), мають відхилення розвитку, в тому числі дитячий церебральний параліч, судоми, зниження гостроти зору, ознаки розумової відсталості й прогресивної гідроцефалії.

## Діагностика
У клінічному аналізі крові притаманна лейкопенія, хоча зрідка виявляється невеликий лейкоцитоз і підвищення ШОЕ. Є лабораторні ознаки серозного менінгіту: ліквор прозорий, тиск його значно підвищений, спостерігається цитоз у межах декількох сотень клітин в 1 мкл, 60 % і вище становлять лімфоцити. Вміст білка, глюкози і хлоридів зазвичай залишається в межах норми.
Специфічна діагностика здійснюється шляхом виділення вірусу або визначення РНК збудника в ліквору методом полімеразної ланцюгової реакції (ПЛР), а також виявленням специфічних антитіл як у крові, так й у лікворі.

## Лікування
Сталого етіотропного лікування немає. В імуноскомпрометованих осіб використано з певним успіхом рибавірин. Застосовується патогенетична терапія.

## Профілактика
Вакцини проти лімфоцитарного хоріоменінгіту наразі не створено. В осередках проводяться дератизаційні та дезінсекційні заходи, спрямовані на знищення мишей і комах — можливих механічних переносників інфекції (кліщі, москіти, мухи тощо).

## Цікаві факти
У 1996 році Пітер Догерті та Рольф Цинкернагель поділили Нобелівську премію з фізіології або медицини за дослідження вірусу лімфоцитарного хоріоменінгіту, що призвело до фундаментального розуміння адаптивної імунної відповіді.